# Manfred Weiß (Regisseur)
Manfred Weiß (* 1958 in Kassel) ist ein deutscher Theaterregisseur, Autor, Dramaturg und Schauspieler.

## Leben
Nach einem Studium der Theaterwissenschaften in München begann er an den Theatern Essen, Freiburg und Mannheim als Regieassistent und machte dort erste eigene Regiearbeiten.
Seit 1992 arbeitet Weiß als freischaffender Regisseur für Schauspiel und Musiktheater, unter anderem in Dortmund, Esslingen, Braunschweig, Bielefeld, Biel/Solothurn, Augsburg, Schwäbisch Hall, Gelsenkirchen und Basel. Feste Engagements folgten am Schauspiel Hannover von 2004 bis 2007 als Regisseur und Schauspieler, am Nationaltheater Mannheim von 1998 bis 2001 als Dramaturg und Regisseur, an der Staatsoper Stuttgart von 2003 bis 2006 als Regisseur und Leiter der Jungen Oper und seit 2010 an der Semperoper in Dresden als Regisseur und Leiter der Jungen Szene.
Seit 2007 betreibt er mit anderen den Verein indieoper e. V., der es sich zur Aufgabe gemacht hat, Musiktheater für Kinder und Jugendliche zu fördern. Mit Hilfe der Robert Bosch Stiftung und der Ernst von Siemens Musikstiftung konnten im Jahresrhythmus verschiedene Projekte realisiert werden.

## Werke
Veröffentlichungen
- Halbes Leben oder Eins ist Noth, Suhrkamp Theaterverlag, UA Nationaltheater Mannheim, 1998
- Deine Chance!, Suhrkamp Theaterverlag, UA Nationaltheater Mannheim, 2000
- Zur Sonne, zur Freiheit, UA Nationaltheater Mannheim, 2001

Libretti
- Mike Svoboda: „Der unglaubliche Spotz“, UA Theater Freiburg, 2007
- Thomas Stiegler: „Prinzessin Ulla und die schöne Lau“, UA Württembergische Landesbühne Esslingen, 2010
- Johannes Wulff-Woesten: „Die Konferenz der Tiere“, UA Semperoper, 2012[1]
- Mike Svoboda: „Robin Hood – Zu gut, um wahr zu sein“, UA Lucerne Festival, 2013
- Johannes Wulff-Woesten: „Prinz Bussel“, UA Semperoper, 2013[2]
- Clemens Nachtmann: „Das Buch von allen Dingen“

## Inszenierungen (Auswahl)
- 2004: Stephen Oliver: Mario und der Zauberer, Staatsoper Stuttgart
- 2005: Joseph Haydn: Die reisende Ceres, Staatsoper Stuttgart
- 2009: Kurt Weill: Der Silbersee, Theater Augsburg[3]
- 2011: Karl Amadeus Hartmann Simplicius Simplicissimus, Semperoper[4]
- 2012: Francesca Caccini: La liberazione di Ruggiero dall’isola d’Alcina, Schola Cantorum Basiliensis, Basel
- 2012: Ernst Toch: Die Prinzessin auf der Erbse, Semperoper
- 2012: Emil Nikolaus von Reznicek: Ritter Blaubart, Theater Augsburg
- 2012: Ernst Krenek: Das geheime Königreich, Semperoper
- 2013: Hair, Freilichtbühne Augsburg[5]
- 2015: Blues Brothers, Freilichtbühne Augsburg